# Miso
Pour le film coréen, voir A Smile, pour le connecteur MISO (Master Input, Slave Output), voir Serial Peripheral Interface. Ne pas confondre avec Mizo (homonymie).

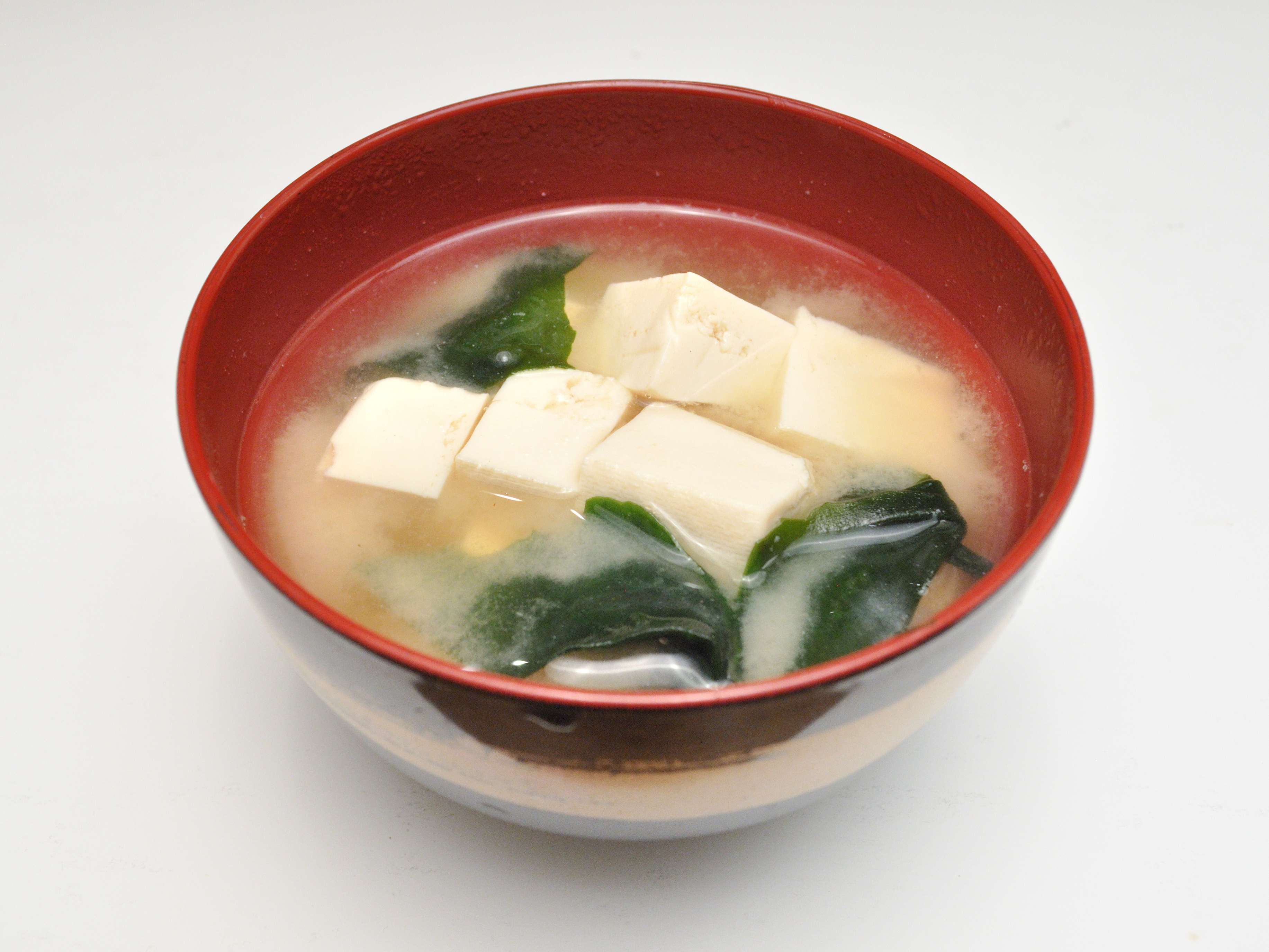
Soupe miso.

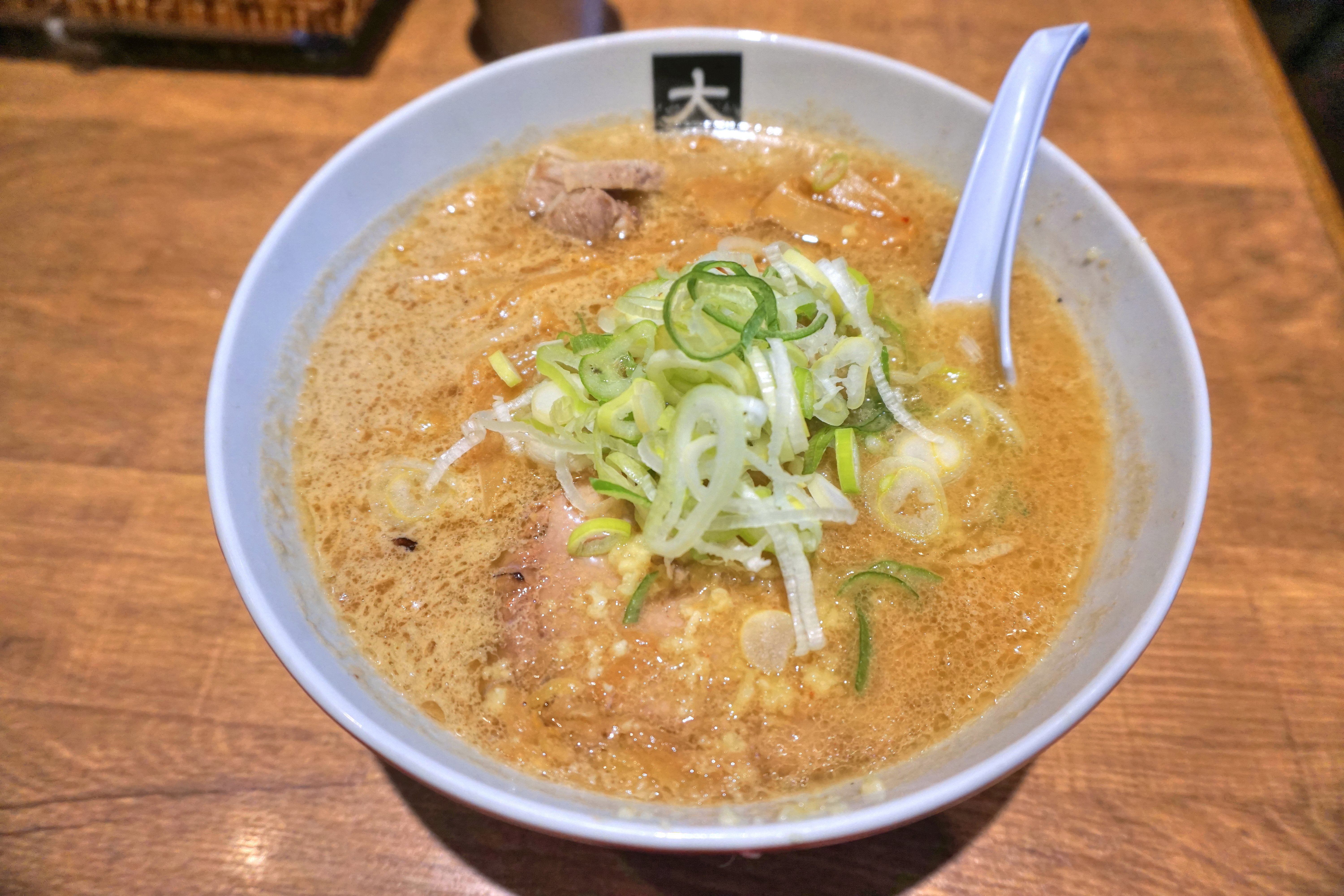
Miso Ramen

Le miso (味噌), prononcé en japonais : /mi.so/,  est un aliment japonais traditionnel qui se présente sous forme de pâte fermentée, à haute teneur en protéines, de goût plus ou moins prononcé selon la fermentation et relativement salé. Cet aliment fermenté peut être de couleur beige ou jaune pâle à brun chocolat foncé et sa texture ressemble à celle d'un beurre de noix (arachides ou amandes, par exemple).
Il est fabriqué à partir des ingrédients suivants :
- des graines de soja (parfois nommées haricots ou fèves de soja) ;
- le double de leur poids en riz ou en orge ;
- une forte proportion de sel marin et d’eau ;
- un ferment appelé kōji (麹?), mélange de blé ou de riz inoculé avec le kōji-kin (麹菌?), champignon actuellement rapporté à Aspergillus oryzae, ou avec le shōyu-kōji-kin (醤油麹菌?), Aspergillus sojae.

La durée de fermentation peut aller de quelques semaines à trois ans, selon la variété de miso.

## Origines dumiso
On considère généralement que des sauces de marinades de poissons ou de viandes salés, nommées hishio, sont les antécédents des condiments actuels obtenus par fermentation du soja, comme le shoyu et le miso. Avant le développement des échanges culturels entre le Japon et la Chine, quelques textes japonais anciens mentionnent le hishio. Le Man'yōshū, composé de poèmes datés du IVe au VIIIe siècle, rapporte un hishio fait de viande de gibier et de crabes. Quand les Japonais adoptèrent l'écriture chinoise, ils écrivirent hishio avec le sinogramme 醬 (en chinois jiàng) qui désignait à cette époque, en Chine, une pâte de soja fermentée. L'usage du miso, ainsi que celui du haricot fermenté, en pâte, est ainsi importé à l'époque de Nara, au VIIIe siècle.
Peu à peu le soja va remplacer les matières animales. Déjà le Man'yoshu indiquait l'utilisation de graines de soja pour fabriquer du hishio mais avec l'arrivée du bouddhisme à partir du VIe siècle, leur usage va connaître un essor remarquable, en raison du principe de respect de vie (ahiṃsā) et de végétarisme bouddhique. Au VIIIe siècle, plusieurs types de hishio sont consignés dans la littérature : le misho (醬), le miso (味酱), le hishio de riz (米酱), etc. Certaines méthodes de fabrication s'apparentent aux recettes chinoises du jiàng de soja (醬), données dans le Qi Min Yao Shu (en 544), laissant supposer une transmission des savoir-faire chinois au Japon. Mais peu à peu le miso va acquérir une texture et une saveur typique différente des produits chinois. Le résultat fut un produit de couleur plus claire et de saveur plus douce que le jiang chinois. Ce miso typiquement japonais va aussi recevoir à l'époque de Heian (IXe-XIIe siècle), une graphie différente, (味噌), prononcée encore miso, s'émancipant par là aussi du chinois (en remplaçant jiang 醬 par 噌).
Au VIIIe siècle, la cour impériale du Japon possédait déjà un ministère chargé de la sécurité alimentaire dans laquelle le miso occupait une place importante. Ce dernier faisait même partie du salaire des agents gouvernementaux, avec le riz, le sel, le soja et d'autres types de fèves et de graines.
À la même époque, le grand récit épique Le Dit du Genji décrivant les mœurs de la cour de Heian indique que les grands banquets nocturnes comportaient sept services. Parmi les nourritures appréciées, on trouve : le miso d'ormeau, le hishio de vivaneau rouge, des melons uri, des aubergines marinées dans le miso, etc. Le miso et le hishio étaient manifestement deux condiments largement utilisés en cuisine (d'après W. Shurtleff, Aoyagi, 2007).
À l'époque de Kamakura (de 1185 à 1333), le miso devint un aliment de base au Japon, apprécié aussi bien des riches que des pauvres. Selon la tradition orale, c'est à cette époque que le moine bouddhiste Kakushin de la préfecture de Wakayama, ramena de Chine une nouvelle recette de miso qu'il avait apprise au Temple de la Montagne d'Or, Kinzanji (金山寺, jinshansi, à Zhenjiang dans la province du Jiangsu en Chine), un des plus célèbres temples Zen de la dynastie Song.
Yuasa dans la préfecture de Wakayama, devint rapidement le centre de fabrication du miso kinzanji, utilisant actuellement un kōji d'orge pour ensemencer des graines de soja cuites et parfumées d'aubergines émincées, de racine de gingembre, de melon uri, d'algues kombu et de racines de bardane.

## Utilisation
Le miso est un aliment salé qui peut être employé comme :
- Assaisonnement ou base dans les soupes (le petit déjeuner japonais traditionnel comprend toujours un bouillon léger, le miso-shiru) ;
- Base pour la confection de bouillons ou de sauces ;
- Élément entrant dans la préparation de plats cuisinés (par exemple, encornets farcis au miso) ;
- Condiment, y compris avec des entrées froides, comme le concombre ou le chikuwa fourré au miso.

Très facile d'apprêt, puisqu'il suffit de l'incorporer directement à la nourriture déjà préparée, il constitue une alternative au sel de table, à la moutarde, au jus de viande, au concentré de tomate et aux fromages à pâte molle.
Pour beaucoup de Japonais, la journée commence avec une soupe au miso. Ce régime alimentaire tend néanmoins à décliner, notamment chez les jeunes.
Il vaut mieux conserver le miso dans un récipient hermétique au réfrigérateur.
La production de miso au Japon est estimée à 579 000 tonnes en 1994.

## Types demiso
Au Japon, il existe des dizaines de variétés de miso.
Les connaisseurs (Shurtleff, Aoyagi) considèrent que les miso aux saveurs les plus délicates sont les miso traditionnels fabriqués suivant quelques grands principes : l'affinage se fait sur une période d'au moins six mois, la fermentation est conduite à la température ambiante, les graines de soja sont entières (et non pas du soja dégraissé), il n'y a ni additifs ni pasteurisation.
Pour obtenir des miso meilleur marché, l'industrie agro-alimentaire peut recourir à un affinage raccourci, utiliser la pasteurisation et rajouter des colorants, des édulcorants, des vitamines et du glutamate monosodique.
La pâte de miso s'obtient par deux fermentations : d'abord on ensemence des céréales avec des moisissures du genre Aspergillus pour obtenir du kōji qui ensuite est mélangé avec des graines de soja cuites pour subir une fermentation sous l'influence de bactéries lactiques et de levures.
Le miso varie en fonction des ingrédients utilisés, de la durée et la température de fermentation, de la quantité de sel utilisé, etc.
Une classification courante consiste à distinguer les miso suivant les ingrédients entrant dans la fabrication du kōji :
- le miso de riz, kome miso (米味噌?) : le kōji est obtenu par ensemencement de riz poli cuit à la vapeur. Il donne de nombreuses variétés de miso qui sont très consommées. Le miso blanc (shiro miso (白味噌?), saikyo-miso etc.), miso de riz doux blanc, typique de la cuisine de Tokyo (et de la région de Kantō), est de texture crémeuse et d'un goût très doux presque sucré. Il est plus riche en riz car il contient deux fois plus de kōji de riz que de soja. Il est en outre moins salé et beaucoup moins longtemps affiné (trois semaines à deux mois en hiver, une semaine en été). Sa production industrielle se fait en ajoutant du sucre, des édulcorants et des agents de blanchiment. Il est utilisé dans de nombreuses sauces et pour mariner le poisson. C'est le plus riche en glucides[5] (36 %) et le plus pauvre en sel (5,5 %) et protéines (11 %).
- Le miso rouge, aka miso (赤味噌?), est aussi très utilisé dans la région de Tōkai. De couleur ocre rouge, il est longuement fermenté et deux fois plus salé que le miso blanc.
- Il existe aussi un miso de riz complet, genmaï miso (玄米味噌?), fabriqué avec du riz complet. Il est de texture onctueuse et de saveur acidulée mais très salée. Il se marie bien avec les viandes rouges. Il existe aussi des miso jaunes, orangés.
- le miso d'orge, mugi miso (麦味噌?) : l'orge est l'ingrédient ensemencé par des moisissures pour donner le kōji. C'est un miso doux, de couleur brun clair ou brun rouge qui est affiné de 18 à 24 mois pour donner la meilleure qualité.
- le miso pur soja, mame miso (豆味噌?) : il est fabriqué uniquement avec des graines de soja et du sel de mer. Il demande deux ans d'affinage par les méthodes traditionnelles et développe une saveur riche et forte. Il est consommé en général l'hiver dans des soupes. Le hatcho miso est un miso plus longuement affiné (3 ans), de couleur brun chocolat ; c'est le plus corsé des miso.

## La fabrication dumiso
La fabrication du miso relève d'un art complexe dont l’importance en Asie se compare à celle du fromage ou du vin en Europe. Le miso résulte d'une double fermentation. La première se fait à l'air libre dans une pièce chaude et humide et bien aérée et donne le kōji. La deuxième se fait en mélangeant le kōji mûr et les graines de soja, cuites et broyées. Le mélange mis en cuves que l'on ferme soigneusement, donne au terme d'une seconde fermentation le miso. Au Japon, dans les ateliers traditionnels, les deux opérations sont faites successivement, à la saison froide.
1. Préparation du kōji
- La céréale (ici le riz ou l'orge), source d'amidon, est trempée puis cuite à la vapeur afin d’obtenir le degré d'humidité optimal pour la croissance de la culture.
- Les grains sont ensuite ensemencés avec une souche d'Aspergillus oryzae et de lactobacilles pour être mis à fermenter pendant environ 45 heures, jusqu'à ce que chaque grain soit infesté, c'est-à-dire enrobé d’un mycélium blanc. Cette culture de moisissure, qui se fait à l'air libre, dans une pièce chaude et humide, réalise donc une fermentation aérobie.

La technique japonaise traditionnelle demandait énormément de manipulations précises et bien enchaînées. L'ensemencement était fait dans des récipients en bois maintenus à 30–35 °C, le temps que les spores germent. Puis pour éviter que la température ne monte trop et qu'il se forme des agrégats, le mélange était étalé sur des plateaux et brassé plusieurs fois. Ce brassage régulier assurait aussi la pénétration de l'air dans la pâte, favorisait la croissance des levures et inhibait le développement des bactéries anaérobies indésirables. La technique moderne très mécanisée épargne beaucoup de travail. Elle se fait par la propulsion d'un air dont la température et l'humidité relative sont bien contrôlées soit au-dessus du mélange soit à l'intérieur.

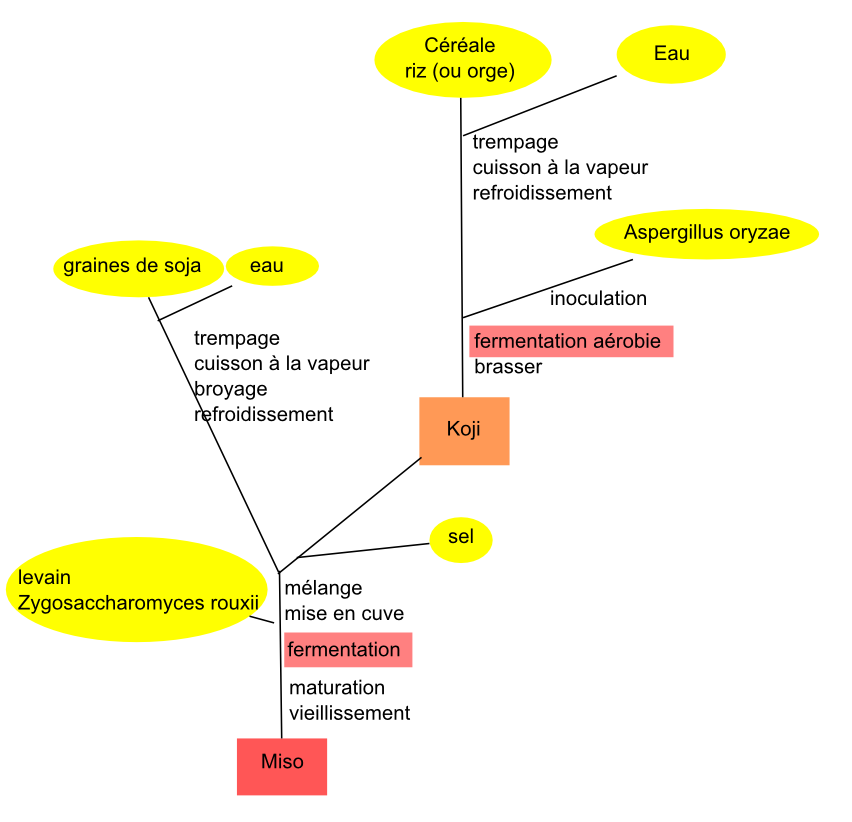
Procédé de fabrication du miso de céréale.

Les champignons filamenteux de ce kōji seront la source d'enzymes variés amylolytiques, protéolytiques et lipolytiques réalisant respectivement l'hydrolyse de l'amidon, des protéines et des lipides (voir l'article Aspergillus oryzae pour les principaux enzymes produits). La température et l'acidité influent sur la production relative d'amylase et de protéase : un kōji incubé à hautes températures (35-38 °C) aura une plus grande activité amylolytique et un kōji incubé à faible pH (forte acidité), aura une activité protéolytique plus forte.
Les moisissures produisent aussi des vitamines (thiamine, riboflavine, vitamine B6, acide pantothénique) et autres facteurs de croissance.
La transformation de la glutamine par une glutaminase (produite aussi par la moisissure) va entraîner la formation d'acide glutamique, un exhausteur de goût.
2. Préparation du miso
La deuxième étape commence en lavant et trempant les graines de soja. Celles-ci sont ensuite cuites à la vapeur, broyées puis étendues sur des plateaux de bambou.
On met du sel dans le kōji pour arrêter la croissance du kō. Et on incorpore les graines de soja cuites et broyées avec le kōji, le sel et de l'eau.
On mélange le tout que l'on place dans de grandes cuves que l'on ferme soigneusement.
Les micro-organismes fermentaires (levures et bactéries lactiques) sont en général présents sur les instruments et les cuves utilisées en production artisanale. Ils peuvent aussi être apportés en réensemençant par un morceau d'ancien miso mûr ou en apportant une souche commerciale sélectionnée.
La deuxième fermentation commence immédiatement. Elle se fait à 25-30 °C, durant une durée variable suivant le type de miso, 15 jours pour un miso doux, 3 à 4 mois pour un miso salé.
En conditions artisanales, il faut généralement trois jours pour couvrir toutes les étapes de fabrication avant la mise en cuve pour la deuxième fermentation qui, elle, peut durer d’une semaine à trois ans, selon le type de miso fabriqué.
Au cours de la préparation du koji, Enterococcus faecalis et E. faecium dominent au début. Ces germes fécaux ne sont qu'exceptionnellement pathogènes et ils disparaissent au profit de bactéries lactiques Pediococcus acidi lactici et Tetragenococcus halophilus (=Pediococcus halophilus), cette dernière résistante au sel, que l'on retrouve aussi dans la sauce soja. Ces bactéries produisent de l'acide lactique qui acidifie le milieu. Ceci favorise en conséquence la croissance des levures et inhibe les bactéries contaminantes (Bacillus et Clostridium).
Plusieurs levures et bactéries lactiques interviennent aussi dans la deuxième fermentation. Lorsque la fermentation lactique a abaissé le pH en dessous de 5,5-5, les bactéries lactiques cessent d'intervenir et laissent la place à l'action des levures fermentaires.
Parmi les levures rencontrées dans la fermentation spontanée, Zygosaccharomyces rouxii (anciennement Saccharomyces rouxii) est l'espèce prédominante car elle supporte bien de fortes concentrations de sel. Elle est capable de provoquer une fermentation alcoolique et d'hydrolyser divers acides aminés en leur alcools respectifs. Elle est responsable du développement des arômes spécifiques du miso, des HEMF et HDMF furanones. Ces deux qualités font que des souches commerciales de Z. rouxii sont parfois utilisées pour ensemencer les mélanges. À côté de Z. rouxii, on trouve parfois Candida (Turolopsis).

## Aliment ou condiment?
Le miso contient normalement tous les acides aminés essentiels, il est riche en vitamines du complexe B et, en version non pasteurisée, est riche en lactobacilles et en enzymes alimentaires. À ce jour[Quand ?], plus d'une cinquantaine d'enzymes différentes ont été répertoriées. Ainsi, le miso peut être considéré comme un aliment à part entière. Cependant, à cause de son goût généralement fort et salé, beaucoup le considèrent comme un condiment. On peut le comparer aux concentrés de poulet ou de bœuf, en cubes ou en sirop, ou même à un fromage bleu que l'on utilise dans la préparation de soupes et de sauces.

## Misoet santé
Les effets sur la santé du soja (et notamment des isoflavones qu'il contient) sont nombreux, positifs ou négatifs, et souvent controversés[réf. nécessaire].
Une portion de 15 ml de miso, suffisant pour préparer environ 400 ml de bouillon, contient environ 650 mg de sodium, soit environ 28 % de l'apport maximal tolérable de sodium par jour, soit 2300 mg,. La même portion de miso blanc en contient 328 mg, tandis que la portion de miso jaune et rouge en contient jusqu'à 885 mg.
Pour un article plus général, voir Soja#Soja et santé.

## Documents consultés
- Suzanne Dionne, 2001, Le miso, plus qu'un aliment... la vie, Les Aliments Massawippi Inc., North Hatley, Québec, Canada, 82 p.
- Solange Monette, 1989, Dictionnaire encyclopédique des aliments, Québec Amérique, collection « Santé/Dictionnaires », Montréal, 1989, 607 p.
- (en) William Shurtleff et Akiko Aoyagi, 1983, The Book of Miso, Ten Speed Press, Berkeley, Californie, 278 p.